# 조세 회피
조세 회피(租稅回避, 영어: tax avoidance)는 차단을 피하기 위해 정상적으로는 하지 않는 비정상적인 과정을 통해 조세를 피하는 것을 말한다. 불법적으로 탈세(tax evasion)를 하는 것과는 달리 합법이며, 따라서, 전 세계 기업들은 조세 회피를 위해 변호사를 많이 고용한다. 즉, 변호사 고용에 따른 비용 보다 더 많은 세금을 줄이면 기업으로서는 이익이며, 따라서 수많은 변호사들의 일자리가 창출된다. 반면에 본국 정부는 세수가 크게 줄어들기 때문에, 강력한 보복을 취하려고 한다. 한국에서는 조세 회피 대신, 절세라는 용어도 사용한다. 합법적 조세 회피(tax avoidance)와 불법적 탈세(tax evasion)을 합쳐서 조세 불응(tax noncompliance)이라고 한다.

## 방법

### 이중과세
법인세가 싼 곳에서 법인세 신고납부를 하면, 이중과세 금지 협정에 따라 법인세가 비싼 국가에서는 중과세를 할 수 없다. 물론 자회사가 있는 아무 나라에서 무조건 법인세를 낼 수 있는 게 아니라, 상세한 해당국 조세법상 납부요건이 충족되어야 신고납부가 가능하다.

## 사례

### 칠봉산업
미국 투자은행 골드만삭스와 모건스탠리는 조세 회피지인 케이맨 제도에 역외 금융 센터인 사모펀드를 설립했다. 사모펀드는 말레이시아에서 사흘만에 300만원으로 역외회사를 세웠다. 역외회사는 2000년 10월 칠봉산업을 인수했다. 칠봉산업은 서울의 삼성카드 본사 건물을 구입했다. 그리고 칠봉산업의 주식을 다른 외국계 투자회사에 팔아 3년 만에 130억원을 벌었다. 국세청은 실질과세원칙을 주장하며 50억원의 세금을 부과했고, 이들은 국내 대형로펌의 조세전문 변호사들을 통해 행정소송을 제기, 1심과 2심에서 모두 승소했으나, 대법원에서 국세청의 손을 들어줘서 조세 회피에 실패했다.

### 구글
2012년 구글은 조세 회피지인 버뮤다에 설립한 역외회사로 98억 달러의 수입을 이전해 유럽을 비롯한 세계 곳곳에서 20억 달러의 법인세를 회피했다는 지적을 받고 있다. 2013년 5월 16일 영국 하원은 청문회를 열어 구글을 맹렬하게 비난했다.
프랑스 의회와 독일 의회도 구글의 탈세를 본격적으로 조사할 계획이다.

### 애플
2013년 5월 20일 미국 상원 상설조사위원회는 애플이 조세 회피지인 아일랜드에 역외회사를 세워 이익을 옮기는 따위의 수법으로 지난 4년 동안 440억달러의 세금을 내지 않았다는 내용의 조사 보고서를 공개했다. 애플이나 구글은 돈을 버는데만 창조적인 게 아니라 탈세에도 창조적이라고 비난받는다.

### GE
미국의 법인세는 35%이다. 일반적으로 전 세계에서 개인의 경우 1년 소득에 대한 소득세, 법인의 경우 1년 소득에 대한 법인세를 낸다. 그런데 미국의 시민단체 조세정의시민모임의 최근 보고서에 따르면, GE가 2002년부터 2011년의 10년간 미국에 낸 법인세는 1.8%이다.

### 대한민국
2013년 4월 22일 한국은행은 국회 기획재정위원회 정성호(민주통합당) 의원실에 보고서를 제출했다. 여러 조세 회피지 중에서도 특히 케이만 군도에는 삼성, 현대자동차, 롯데, 한화, 효성 등 30대 그룹 계열사들이 설립한 역외금융회사 14곳에 송금된 돈이 2010년 4억1710만달러에서 2012년에는 12억2940만달러로 대폭 늘었다.
영국에 본부를 둔 조세정의네트워크(TJN)의 최근 보고서에 따르면, 2012년 7월 기준으로 한국 기업이 조세 회피지로 이전한 자산 누적액은 약 7790억달러(대략 800조원)이다. 중국(1조1890억달러), 러시아(7980억 달러)에 이어 세계 3위 수준이다.

### CJ그룹
최근 CJ그룹 이맹희 회장이 동생 삼성그룹 이건희 회장에게 거액의 상속소송을 걸어 세간의 화제가 되었다. 원고패소했는데, 인지대만 수백억원이 들었으며, 그 돈의 출처가 조세 회피지의 비자금으로 드러나 검찰이 법원의 영장을 발부받아 압수수색중이다.

## 같이 보기
- 조세 피난처(tax haven)
- 유령회사
- 역외회사
- 역외 금융 센터
- 탈세